# Harel Levy
Harel Levy (Kibutz Nahshonin, 5 de Agosto de 1978) é um ex-tenista profissional israelense.

## Carreira
O desportista judeu conseguiu atingir o top 30 na ATP, no ano de 2001. Também defende a Equipe Israelense de Copa Davis, chegando a uma inédita semifinal contra a Armada Espanhola.

## Ligações Externas
- Perfil na ATP